# Tazroute
Tazroute (franska: Tazroute (CR), Tazroute (Commune Rurale), arabiska: مرتيل (البلدية)) är en kommun i Marocko.   Den ligger i provinsen Larache och regionen Tanger-Tétouan-Al Hoceïma, i den norra delen av landet, 190 km nordost om huvudstaden Rabat. Antalet invånare är 6 438.